# Jemappes (departament)
Jemappes va ser de 1793 a 1814 un dels departaments francesos fora de França, creat als Països Baixos austríacs i principat de Lieja annexats, que en l'actualitat es troba a Bèlgica. El 1805 tenia 472.366 habitants i una superfície de 376,6 km². En texts antics s'escriu de vegades Jemmape.

## Història

Departament de Jemappes (vermell) al nord de la França imperial del 1792 al 1815

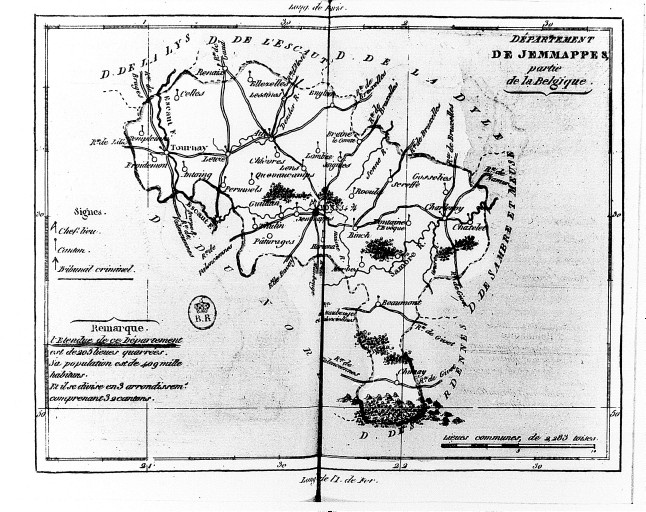
El departament de Jemappes

Va crear-se al 12 de març de 1793, després d'una votació forçada per les tropes revolucionàries. La capital n'era Mons. Ans al contrari de la majoria dels departaments francesos que per trencar amb la toponímia dels feus de l'antic règim portaven noms de rius o altres accidents geogràfics, considerats com més neutrals, el seu nom prové del municipi de Jemappes, en commemoració de la batalla de Jemappes del 1792. El 2 d'abril de 1793, l'exèrcit austríac va reconquerir el territori i tornar a perdre'l després de la batalla de Fleurus al 26 de juny de 1794. Comprenia territoris de diferents feus de l'antic règim: el comtat d'Hainaut, tret de la part conquesta pels exèrcits de Lluís XIV al segle xvii i integrada al departament del Nord, la regió de Charleroi que formava part del comtat de Namur, el Tournaisis i la senyoria de Tournai així com les Bones Viles de Thuin i de Châtelet, dos exclavaments del principat de Lieja.
El 1815, després del congrés de Viena, el tractat de París va atorgar-lo al Regne Unit dels Països Baixos. Guillem I dels Països Baixos va mantenir la reorganització administrativa francesa, però va triar noms més històrics. Va donar el nom de província d'Hainaut a l'antic departament.

## Subdivisions
El departament va subdividir-se en tres arrondissements:
- Mons, amb els cantons Boussu, Chièvres, Dour, Enghien, Lens, Le Rœulx, Mons, Pâturages i Soignies ;
- Charleroi, amb els cantons Beaumont, Binche, Charleroi, Chimay, Fontaine-l'Évêque, Gosselies, Merbes-le-Château, Seneffe i Thuin ;
- Tournai, amb els cantons Antoing, Ath, Celles, Ellezelles, Frasnes-lez-Anvaing, Lessines, Leuze-en-Hainaut, Péruwelz, Quevaucamps, Templeuve i Tournai.

## Prefectes
- 1800-1805: Jean Baptiste Étienne Garnier
- 1805-1810: Patrice de Coninck
- 1810-1812: Jean Baptiste Maximilien Villot de Fréville
- 1812-1814: Pierre-Clément de Laussat